# David Eyges
David MacAulay Eyges (* 6. November 1950 in San Francisco, Kalifornien) ist ein amerikanischer Jazzmusiker (Cello, Komposition) und Musikproduzent.

## Leben und Wirken
Eyges, der in Paris und Belmont (Massachusetts)  aufwuchs, erhielt ab dem sechsten Lebensjahr Klavierunterricht; mit elf Jahren lernte er Cello spielen. 1966, auf der Highschool, wurde er mit dem Jazz vertraut. Er besuchte 1968/69 die Boston University, um dann am Manhattan School of Music ein Cellostudium bei Benar Heifetz zu absolvieren. Von 1972 an war er als Musiker in einer großen Bandbreite aktiv und spielte Orchesterkonzerte ebenso wie Broadwaystücken und Werbeaufnahmen. 1975 begann er, auch Jazzgruppen zu leiten und für diese zu komponieren. Als erster spielte er elektrisch verstärktes Cello. Seit den 1980er Jahren trat er vor allem im Duo, aber auch im Trio mit Musikern wie Byard Lancaster, Jeanne Lee, Paul Bley, Bruce Ditmas, Jaki Byard oder Arthur Blythe auf. Sein Duo mit Byard Lancaster war das erste Improvisationsensemble, das von Chamber Music America finanziell unterstützt wurde (1984). Er trat im Lincoln Center ebenso auf wie auf dem Ottawa International Jazz Festival und dem Montreal Jazz Festival. Er ist auch auf Alben von Bob Moses und von Cecil McBee zu hören.
Als Komponist schrieb Eyges hundert Werke, von denen siebzig aufgenommen wurden. Er war Ko-Produzent der achtteiligen Porträtserie Another Face of Jazz, die über National Public Radio gesendet wurde. Auch produzierte er Tonträger von Oliver Lake, Kelvyn Bell, Rudy Linka und anderen Musikern. 2002 startete er das Label MidLantic Records.

## Diskographische Hinweise
- The Captain (1977)
- Crossroads (1982)
- David Eyges/Byard Lancaster Lightnin' Strikes!  (1992)
- Jeanne Lee/David Eyges: Here and Now! (1993)
- Paul Bley/David Eyges/Bruce Ditmas: Modern Chant (1995)
- David Eyges/Arthur Blythe: Sky (2002)
- David Eyges/Arthur Blythe/Abe Speller: Ace (2004)